# Obština Zlatica
Obština Zlatica (bulharsky Община Златица) je bulharská jednotka územní samosprávy v Sofijské oblasti. Leží v západním Bulharsku, ve Zlaticko-pirdopské kotlině, jedné ze Zabalkánských kotlin, a na protilehlých svazích Staré planiny (na severu) a Sredné gory (na jihu). Správním střediskem je město Zlatica, kromě něj zahrnuje obština 3 vesnice. Žije zde zhruba 5 tisíc stálých obyvatel.

## Sídla
Všechna sídla v obštině jsou samosprávná.
- Cărkvište
- Karlievo
- Petrič
- Zlatica[p 1] (sídlo správy)

## Sousední obštiny
Obština je rozdělena na dvě části, mezi nimiž se rozkládá obština Čavdar.
| Růžice kompasu |                 | Etropole        | Teteven | Růžice kompasu |
| Růžice kompasu | Čelopeč Mirkovo | Sever           | Pirdop  | Růžice kompasu |
| Růžice kompasu | Čelopeč Mirkovo | Obština Zlatica | Pirdop  | Růžice kompasu |
| Růžice kompasu | Čelopeč Mirkovo | Jih             | Pirdop  | Růžice kompasu |
| Růžice kompasu | Panagjurište    |                 |         | Růžice kompasu |

## Obyvatelstvo
V obštině žije 5 080 stálých obyvatel a včetně přechodně hlášených obyvatel 5 914. Podle sčítáni 1. února 2011 bylo národnostní složení následující:
- Bulhaři: 5 338 (95.7 %)
- Romové: 169 (3.0 %)
- Turci: 30 (0.5 %)
- ostatní: 39 (0.7 %)